# بروكس بومان
بروكس بومان (بالإنجليزية: Brooks Bowman)‏ هو ملحن وكاتب أغاني وشاعر أمريكي، ولد في 21 أكتوبر 1913، وتوفي في 17 أكتوبر 1937 بسبب حادث مرور.

## وصلات خارجية
- بروكس بومان على موقع ميوزك برينز (الإنجليزية)
- بروكس بومان على موقع أول ميوزيك (الإنجليزية)
- بروكس بومان على موقع ديسكوغز (الإنجليزية)